# Lista över fornlämningar i Enköpings kommun (Altuna)
Lista över fornlämningar i Enköpings kommun (Altuna) är en förteckning av ett urval av de fornlämningar som finns i Altuna i Enköpings kommun.
| Namn                                    | Lämningstyp             | Tillkomsttid | Historisk indelning | Plats | Läge                 | ID-nr          | Bild                                      |
| --------------------------------------- | ----------------------- | ------------ | ------------------- | ----- | -------------------- | -------------- | ----------------------------------------- |
| Altuna 1:1                              | Gravfält                |              | Altuna, Uppland     |       | 59.860576, 16.921277 | 10020200010001 | Ladda upp en bild av detta fornminne      |
| Altuna 7:1                              | Runristning             |              | Altuna, Uppland     |       | 59.859953, 16.904500 | 10020200070001 | Ladda upp en bild av detta fornminne      |
| Altuna 13:1                             | Gravfält                |              | Altuna, Uppland     |       | 59.842297, 16.922919 | 10020200130001 | Ladda upp en bild av detta fornminne      |
| Altuna 14:1                             | Hög                     |              | Altuna, Uppland     |       | 59.836101, 16.935102 | 10020200140001 | Ladda upp en bild av detta fornminne      |
| Altuna 16:1                             | Stensättning            |              | Altuna, Uppland     |       | 59.838624, 16.935716 | 10020200160001 | Ladda upp en bild av detta fornminne      |
| Altuna 17:1                             | Gravfält                |              | Altuna, Uppland     |       | 59.834919, 16.913077 | 10020200170001 | Ladda upp en bild av detta fornminne      |
| Altuna 18:1                             | Stensättning            |              | Altuna, Uppland     |       | 59.836399, 16.913409 | 10020200180001 | Ladda upp en bild av detta fornminne      |
| Altuna 19:1                             | Stensättning            |              | Altuna, Uppland     |       | 59.843422, 16.908644 | 10020200190001 | Ladda upp en bild av detta fornminne      |
| Altuna 20:1                             | Stensättning            |              | Altuna, Uppland     |       | 59.842588, 16.909036 | 10020200200001 | Ladda upp en bild av detta fornminne      |
| Altuna 20:2                             | Stensättning            |              | Altuna, Uppland     |       | 59.842511, 16.909070 | 10020200200002 | Ladda upp en bild av detta fornminne      |
| Altuna 20:3                             | Stensättning            |              | Altuna, Uppland     |       | 59.842445, 16.908985 | 10020200200003 | Ladda upp en bild av detta fornminne      |
| Altuna 22:1                             | Gravfält                |              | Altuna, Uppland     |       | 59.846069, 16.909265 | 10020200220001 | Ladda upp en bild av detta fornminne      |
| Altuna 23:1                             | Hög                     |              | Altuna, Uppland     |       | 59.847882, 16.907810 | 10020200230001 | Ladda upp en bild av detta fornminne      |
| Altuna 23:2                             | Hög                     |              | Altuna, Uppland     |       | 59.847827, 16.907958 | 10020200230002 | Ladda upp en bild av detta fornminne      |
| Altuna 24:1                             | Stensättning            |              | Altuna, Uppland     |       | 59.847779, 16.908710 | 10020200240001 | Ladda upp en bild av detta fornminne      |
| Altuna 24:2                             | Stensättning            |              | Altuna, Uppland     |       | 59.847700, 16.908850 | 10020200240002 | Ladda upp en bild av detta fornminne      |
| Altuna 25:1                             | Hällristning            |              | Altuna, Uppland     |       | 59.817849, 16.914742 | 10020200250001 | Ladda upp en bild av detta fornminne      |
| Altuna 25:2                             | Hällristning            |              | Altuna, Uppland     |       | 59.817909, 16.914612 | 10020200250002 | Ladda upp en bild av detta fornminne      |
| Altuna 27:1                             | Hällristning            |              | Altuna, Uppland     |       | 59.817938, 16.913510 | 10020200270001 | Ladda upp en bild av detta fornminne      |
| Altuna 29:1                             | Hällristning            |              | Altuna, Uppland     |       | 59.815721, 16.911525 | 10020200290001 | Ladda upp en bild av detta fornminne      |
| Altuna 30:1                             | Hög                     |              | Altuna, Uppland     |       | 59.822756, 16.913989 | 10020200300001 | Ladda upp en bild av detta fornminne      |
| Altuna 30:2                             | Hög                     |              | Altuna, Uppland     |       | 59.822536, 16.914528 | 10020200300002 | Ladda upp en bild av detta fornminne      |
| Altuna 30:3                             | Hög                     |              | Altuna, Uppland     |       | 59.822148, 16.914172 | 10020200300003 | Ladda upp en bild av detta fornminne      |
| Altuna 30:4                             | Hög                     |              | Altuna, Uppland     |       | 59.821853, 16.914352 | 10020200300004 | Ladda upp en bild av detta fornminne      |
| Altuna 36:1                             | Gravfält                |              | Altuna, Uppland     |       | 59.809464, 16.919051 | 10020200360001 | Ladda upp en bild av detta fornminne      |
| Altuna 37:1                             | Stensättning            |              | Altuna, Uppland     |       | 59.808934, 16.919878 | 10020200370001 | Ladda upp en bild av detta fornminne      |
| Altuna 37:2                             | Stensättning            |              | Altuna, Uppland     |       | 59.808810, 16.919800 | 10020200370002 | Ladda upp en bild av detta fornminne      |
| Altuna 37:3                             | Stensättning            |              | Altuna, Uppland     |       | 59.808739, 16.919984 | 10020200370003 | Ladda upp en bild av detta fornminne      |
| Altuna 38:1                             | Stensättning            |              | Altuna, Uppland     |       | 59.808455, 16.922158 | 10020200380001 | Ladda upp en bild av detta fornminne      |
| Altuna 39:1                             | Hög                     |              | Altuna, Uppland     |       | 59.808102, 16.932942 | 10020200390001 | Ladda upp en bild av detta fornminne      |
| Altuna 39:2                             | Stensättning            |              | Altuna, Uppland     |       | 59.808293, 16.932598 | 10020200390002 | Ladda upp en bild av detta fornminne      |
| Altuna 39:3                             | Hög                     |              | Altuna, Uppland     |       | 59.808431, 16.931803 | 10020200390003 | Ladda upp en bild av detta fornminne      |
| Altuna 39:4                             | Hög                     |              | Altuna, Uppland     |       | 59.808249, 16.931680 | 10020200390004 | Ladda upp en bild av detta fornminne      |
| Altuna 40:1                             | Gravfält                |              | Altuna, Uppland     |       | 59.821029, 16.948382 | 10020200400001 | Ladda upp en bild av detta fornminne      |
| Altuna 41:1                             | Stensättning            |              | Altuna, Uppland     |       | 59.823473, 16.945652 | 10020200410001 | Ladda upp en bild av detta fornminne      |
| Altuna 42:1                             | Runristning             |              | Altuna, Uppland     |       | 59.819466, 16.931667 | 10020200420001 | Ladda upp en till bild av detta fornminne |
| 1 Fatabure 2 Vasakällaren (Altuna 43:1) | Husgrund, historisk tid |              | Altuna, Uppland     |       | 59.813698, 16.943496 | 10020200430001 | Ladda upp en bild av detta fornminne      |
| Altuna 46:1                             | Gravfält                |              | Altuna, Uppland     |       | 59.815571, 16.938299 | 10020200460001 | Ladda upp en bild av detta fornminne      |
| Altuna 48:1                             | Stensättning            |              | Altuna, Uppland     |       | 59.816800, 16.933603 | 10020200480001 | Ladda upp en bild av detta fornminne      |
| Lundbacken (Altuna 49:1)                | Hög                     |              | Altuna, Uppland     |       | 59.817095, 16.934571 | 10020200490001 | Ladda upp en bild av detta fornminne      |
| Altuna 53:1                             | Stensättning            |              | Altuna, Uppland     |       | 59.816839, 16.935200 | 10020200530001 | Ladda upp en bild av detta fornminne      |
| Borgberget (Altuna 54:1)                | Fornborg                |              | Altuna, Uppland     |       | 59.826671, 16.942982 | 10020200540001 | Ladda upp en bild av detta fornminne      |
| Altuna 55:1                             | Stensättning            |              | Altuna, Uppland     |       | 59.824714, 16.943131 | 10020200550001 | Ladda upp en bild av detta fornminne      |
| Altuna 55:2                             | Stensättning            |              | Altuna, Uppland     |       | 59.824371, 16.943546 | 10020200550002 | Ladda upp en bild av detta fornminne      |
| Altuna 56:1                             | Hög                     |              | Altuna, Uppland     |       | 59.824558, 16.942048 | 10020200560001 | Ladda upp en bild av detta fornminne      |
| Altuna 57:1                             | Stensättning            |              | Altuna, Uppland     |       | 59.817964, 16.958293 | 10020200570001 | Ladda upp en bild av detta fornminne      |
| Altuna 58:1                             | Stensättning            |              | Altuna, Uppland     |       | 59.816945, 16.959107 | 10020200580001 | Ladda upp en bild av detta fornminne      |
| Altuna 59:1                             | Stensättning            |              | Altuna, Uppland     |       | 59.810314, 16.957728 | 10020200590001 | Ladda upp en bild av detta fornminne      |
| Altuna 62:1                             | Stensättning            |              | Altuna, Uppland     |       | 59.816141, 16.963527 | 10020200620001 | Ladda upp en bild av detta fornminne      |
| Altuna 63:1                             | Hög                     |              | Altuna, Uppland     |       | 59.816650, 16.963573 | 10020200630001 | Ladda upp en bild av detta fornminne      |
| Altuna 66:1                             | Runristning             |              | Altuna, Uppland     |       | 59.809845, 16.970316 | 10020200660001 | Ladda upp en till bild av detta fornminne |
| Altuna 71:1                             | Gravfält                |              | Altuna, Uppland     |       | 59.809552, 16.969409 | 10020200710001 | Ladda upp en bild av detta fornminne      |
| Altuna 72:1                             | Hög                     |              | Altuna, Uppland     |       | 59.810785, 16.969093 | 10020200720001 | Ladda upp en bild av detta fornminne      |
| Altuna 73:1                             | Gravfält                |              | Altuna, Uppland     |       | 59.800998, 16.972262 | 10020200730001 | Ladda upp en bild av detta fornminne      |
| Altuna 74:1                             | Grav- och boplatsområde |              | Altuna, Uppland     |       | 59.800623, 16.971341 | 10020200740001 | Ladda upp en bild av detta fornminne      |
| Altuna 75:1                             | Hög                     |              | Altuna, Uppland     |       | 59.802458, 16.976112 | 10020200750001 | Ladda upp en bild av detta fornminne      |
| Altuna 81:1                             | Hög                     |              | Altuna, Uppland     |       | 59.835901, 16.913358 | 10020200810001 | Ladda upp en bild av detta fornminne      |
| Altuna 115:1                            | Stensättning            |              | Altuna, Uppland     |       | 59.801391, 16.973925 | 10020201150001 | Ladda upp en bild av detta fornminne      |
| Altuna 116:1                            | Stensättning            |              | Altuna, Uppland     |       | 59.816484, 16.970727 | 10020201160001 | Ladda upp en bild av detta fornminne      |
| Altuna 116:2                            | Stensättning            |              | Altuna, Uppland     |       | 59.816583, 16.970730 | 10020201160002 | Ladda upp en bild av detta fornminne      |
| Altuna 116:3                            | Stensättning            |              | Altuna, Uppland     |       | 59.816674, 16.970755 | 10020201160003 | Ladda upp en bild av detta fornminne      |
| Altuna 119:1                            | Husgrund, historisk tid |              | Altuna, Uppland     |       | 59.823831, 16.954901 | 10020201190001 | Ladda upp en bild av detta fornminne      |
| Altuna 227:1                            | Stensättning            |              | Altuna, Uppland     |       | 59.817737, 16.931045 | 10020202270001 | Ladda upp en bild av detta fornminne      |